# Parco nazionale di Jim Corbett
Il parco nazionale di Jim Corbett è il più antico parco nazionale dell'India, istituito nel 1936 con il nome di Hailey National Park, mantenuto fino al 1957 e oggi non più in uso. L'attuale nome è un omaggio a Jim Corbett, prima cacciatore e poi ambientalista. Nel 1973 il parco è stato dichiarato riserva della Tigre (Tiger Reserve), all'interno del progetto Tigre. Occupa una superficie di 52.082 ettari nello Stato di Uttarakhand, nell'India settentrionale.

## Fauna
Tra le maggiori attrazioni del parco ci sono le tigri del Bengala, gli elefanti indiani e i leopardi indiani. Altri mammiferi presenti sono macachi, entelli, sciacalli, nilgau, cervi sambar e cinghiali. Tra i rettili vi è il cobra reale.

## Flora
Grazie all'abbondante umidità, la vegetazione cresce rigogliosa, anche sotto forma di vere e proprie giungle intricate. Fra gli alberi più diffusi ci sono il teck e il sal. Sono presenti anche differenti varietà di bambù, pini sabineani e acacie catecù.